# بلینشویلر
بلینشویلر (به فرانسوی: Blienschwiller) یک کمون در فرانسه با جمعیت ۳۳۳ نفر است که در Canton of Barr واقع شده‌است.